# Laholm (đô thị)
Đô thị Laholm (Laholms kommun) là một đô thị ở hạt Halland ở tây nam Thụy Điển. Thủ phủ là Laholm.
Năm 1971, thành phố Laholm được sáp nhập với hai đô thị nông nghiệp để tạo thành một đô thị, 3 năm sau, 4 đô thị khác được bổ sung vào đô thị mới này.

## Các đơn vị dân cư trực thuộc
There are 14 khu vực đô thị (cũng gọi là Tätort hay đơn vị địa phương) ở đô thị Laholm.
Bảng dưới đây liệt kê các đơn vị trực thuộc của đô thị này theo quy mô dân số thời điểm 31 tháng 12 năm 2005. Thủ phủ được bôi đậm.
| #  | Địa phương        | Dân số |
| -- | ----------------- | ------ |
| 1  | Laholm            | 5,835  |
| 2  | Mellbystrand      | 1,681  |
| 3  | Veinge            | 1,176  |
| 4  | Knäred            | 1,129  |
| 5  | Våxtorp           | 986    |
| 6  | Lilla Tjärby      | 882    |
| 7  | Vallberga         | 647    |
| 8  | Genevad           | 597    |
| 9  | Skummeslövsstrand | 454    |
| 10 | Skottorp          | 451    |
| 11 | Ränneslöv         | 425    |
| 12 | Hishult           | 356    |
| 13 | Ysby              | 246    |
| 14 | Hasslöv           | 242    |